# Konoe Motohira
Konoe Motohira (近衛 基平?   1246 – 24 de diciembre de 1268) fue un kugyō (cortesano japonés de clase alta) y escritor que vivió durante la era Kamakura. Fue miembro de la familia Konoe (derivado del clan Fujiwara) e hijo del regente Konoe Kanetsune.
En 1255 fue promovido al rango jusanmi, convirtiéndose en cortesano de clase alta y fue nombrado gonchūnagon. En 1256 fue ascendido al rango shōsanmi y en 1257 al rango junii y nombrado gondainagon. Finalmente en 1258 fue ascendido al rango shōnii.
También en 1258 fue designado naidaijin, promovido a udaijin en 1261 y ascendido a sadaijin en 1265. En 1267 fue nombrado líder del clan Fujiwara y kanpaku (regente) del Emperador Kameyama hasta 1268, cuando abruptamente sufrió de una enfermedad diarreica y falleció relativamente joven.
Tuvo como hijos al cortesano Konoe Kanenori y al regente Konoe Iemoto, entre otros.
Como escritor, escribió el diario Jinshin-in Kanpaku-ki (深心院関白記?), que relata los hechos entre 1255 y 1268, poco antes de morir.